# お天気チャンネル (Wiiチャンネル)
お天気チャンネル（おてんき - ）とは、天気予報を見ることができたWiiチャンネルである。当初は2006年12月20日にサービスを開始する予定だったが、1日繰り上げて2006年12月19日にサービスを開始した。
このチャンネルは、Wiiをインターネットに接続して、本体を更新することで利用可能となる。また、このチャンネルの機能上、利用時にもインターネットに接続する必要があり、さらに本体設定のWiiConnect24をONに設定する必要がある。
2013年6月28日にサービスを終了した。

## 地域の天気情報
今日・明日の天気、週間天気、暮らしの天気（洗濯指数・紫外線情報・花粉情報）を確認できる。

## 地球儀機能
画面下に表示されている「地球儀」を選択すると、画面に地球儀が現れ、Wiiリモコンで動かすことで、自分の国のみならず世界の天気・気温・降水確率を見ることができる。

## お天気チャンネルの仕掛け
- 昼（6:00-18:00）と夜（18:00-6:00）では、お天気チャンネルで流れている音楽が変化する（「地球儀」の音楽も変化する）。
- 天気が雨の場合は、雨のSEが流れる。
- 「地球儀」機能で表示されている地球の外に表示されている星の配置は現実と同じもので、実際に存在する星座が表示されている。
- お天気チャンネルのデータはWiiソフトで利用可能。2007年12月13日発売の『ナイツ 〜星降る夜の物語〜』が初の対応ソフトで、ゲーム内の世界の気候がプレイヤーの住む地域の気候と連動する仕掛けとなっている。

## 情報更新頻度
WiiConnect24を利用して、6時・9時・12時・15時・21時に発表される最新のお天気情報を自動取得する。実際に画面上で更新されるのは、この30分-45分後であり、日本国外の地域で表示される発表時刻は、日本時間を現地時間に換算したものである。

## 情報提供元
天気情報の提供元はウェザーニューズ社。地球儀のイメージデータ提供元はNASA。星のデータは国立天文台。

## その他
- 2007年2月6日よりお天気チャンネルのテレビCMが放送開始された。
- Wii本体バージョン3.0J以降は、Wiiメニューのお天気チャンネルアイコンに天気マークと気温が表示されるようになった。なお、天気マークは日本とその他の国・地域で違うものが使われる[1]。